# Shelley Duvall
Shelley Alexis Duvall (født 7. juli, 1949 i Houston, Texas, død 11. juli 2024) var en amerikansk skuespillerinde. Hun debuterede som skuespiller i 1970 og er især kendt for sit samarbejde med Robert Altman i film som Nashville (1975), 3 kvinder (1977) og som Olivia i Skipper Skræk (1980) samt sin rolle som Wendy i Stanley Kubricks Ondskabens hotel (1980).
I 1980'erne lavede hun især børne-tv med blandt andet serien Faerie Tale Theatre, hvor en række berømtheder som Robin Williams, Christopher Reeve, Liza Minnelli og Mick Jagger spillede med i kendte historier. Hun spillede også fortsat med i spillefilm som Jane Campions Portræt af en kvinde (1996), men i 2002 holdt hun en lang pause fra film og trak sig helt ud af rampelyset. Hun indspillede kun én film mere, gyseren The Forest Hills (2023).

## Filmografi
Spillefilm
- Fuglemanden (1970)
- Vestens syndige par – McCabe & Mrs. Miller (1971)
- Tyve som os (1974)
- Nashville (1975)
- Buffalo Bill og indianerne (1976)
- Mig og Annie (1977)
- 3 kvinder (1977)
- Ondskabens hotel (1980)
- Skipper Skræk (1980)
- Time Bandits (1981)
- Roxanne - næsen er i vejen (1987)
- Suburban Commando (1991)
- Det skjulte (1995)
- Portræt af en kvinde (1996)
- Changing Habits (1997)
- Twilight of Ice Nymphs (1997)
- Shadow Zone: My Teacher Ate My Homework (1997)
- RocketMan (1997)
- Tale of the Mummy (1998)
- Home Fries (1998)
- The 4th Floor (1999)
- Big Monster on Campus (2000)
- Manna from Heaven (2002)
- The Forest Hills (2023)